# Ytter-Gravsjön
Ytter-Gravsjön är en sjö i Åsele kommun i Lappland och ingår i Gideälvens huvudavrinningsområde. Sjön har en area på 0,108 kvadratkilometer och ligger 318,1 meter över havet. Sjön avvattnas av vattendraget Basarbäcken.

## Delavrinningsområde
Ytter-Gravsjön ingår i det delavrinningsområde (710777-161805) som SMHI kallar för Utloppet av Gravsjön. Medelhöjden är 373 meter över havet och ytan är 9,15 kvadratkilometer. Det finns inga avrinningsområden uppströms utan avrinningsområdet är högsta punkten. Basarbäcken som avvattnar avrinningsområdet har biflödesordning 2, vilket innebär att vattnet flödar genom totalt 2 vattendrag innan det når havet efter 157 kilometer. Avrinningsområdet består mestadels av skog (82 procent). Avrinningsområdet har 0,42 kvadratkilometer vattenytor vilket ger det en sjöprocent på 4,6 procent.